# 应高
应高（?—?），西汉官员。
应高是吴国的中大夫。七国之乱之前，吴王刘濞派应高去联络胶西王刘卬，说：“皇帝听信奸邪（晁错）的谗言，侵夺削弱诸侯，严厉惩罚诸侯王。吴国和胶西国，都被朝廷注意，不会安宁了。吴王体有暗疾，二十多年不能上朝，时常担心受到朝廷怀疑，无法表明心迹。一直自我约束，仍得不到朝廷的宽容。大王因出卖爵位被朝廷处置。其他诸侯被削夺封地，若按罪名，都不该如此重罚。朝廷恐怕不仅仅是要削夺诸侯王的封地！”
刘卬询问该怎么办。应高说：“吴王认为与大王一起面临忧患，希望顺势循理，牺牲生命去为天下消除祸。胶西王不敢反叛。应高说：“御史大夫晁错，蛊惑天子，侵夺诸侯封地，诸侯王背叛之心已发展到极点。出现彗星，发生蝗灾，正是圣人挺身而出之时。吴王准备向朝廷提出清除晁错，在战场上则随大王纵横天下，所向无敌。大王若真能许诺，吴王就率领楚王刘戊直捣函谷关，据守荥阳、敖仓，敌御汉军，恭候大王到来。吴王和大王平分江山！”胶西王同意了。应高返归吴国，向吴王刘濞汇报，刘濞亲自前往，到胶西国与刘卬当面约定。